# La Grande-Motte
La Grande-Motte este o comună în departamentul Hérault din sudul Franței. În 2009 avea o populație de 8.391 de locuitori.

## Evoluția populației
| An        | 1975  | 1982  | 1990  | 1999  | 2006  | 2009  |
| --------- | ----- | ----- | ----- | ----- | ----- | ----- |
| Populație | 2.165 | 3.939 | 5.016 | 6.458 | 8.202 | 8.391 |